# Neuroleon chloranthe
Neuroleon chloranthe är en insektsart som först beskrevs av Banks 1911.  Neuroleon chloranthe ingår i släktet Neuroleon och familjen myrlejonsländor. Inga underarter finns listade i Catalogue of Life.